# Nhà thờ Thánh Martin, Canterbury
Nhà thờ Thánh Martinô là một nhà thờ giáo xứ Giáo hội Anh nằm ở Canterbury, Kent, Anh. Nó được công nhận là nhà thờ lâu đời nhất ở Anh vẫn còn được sử dụng và là nhà thờ giáo xứ lâu đời nhất trên thế giới nói tiếng Anh, mặc dù tại Anh còn có nhiều nhà thờ La Mã và Celt đã tồn tại trong nhiều thế kỷ. Nhà thờ này cùng với Nhà thờ chính tòa Canterbury và Tu viện Thánh Augustine được UNESCO công nhận là Di sản thế giới từ năm 1988.
Kể từ năm 1668, nhà thờ là một phần tài sản của các cha cố Thánh Martinô và Phaolô Canterbury. Cả nó và nhà thờ Thánh Phaolô gần đó đều được sử dụng cho các nghi lễ hàng tuần. Giám quản hiện nay của giáo xứ là Đức Cha Mark Richard Griffin.

## Lịch sử
Nhà thờ Thánh Martinô là một nhà nguyện dành riêng cho nữ hoàng Bertha xứ Kent (mất vào hoặc sau năm 601), trước khi Thánh Augustinô từ Roma tới đây vào năm 597. Nữ hoàng Bertha là một công chúa người Frank theo đạo Cơ đốc đã đến Anh cùng với cùng với sứ vụ linh hướng, giám mục Liudhard. Người chồng ngoại giáo của bà là vua Æthelberht đã cho phép bà tiếp tục hành đạo bằng việc cải tạo một nhà thờ đã bỏ hoang đã có từ thời kỳ Anh hậu La Mã (khoảng năm 580 sau Công nguyên). Theo như Thánh Bêđa, tòa nhà đã được sử dụng vào cuối thời kỳ La Mã nhưng đã không còn được sử dụng. Nhà thờ được cung hiến cho Thánh Martinô thành Tours, một thành phố nằm gần nơi Bertha lớn lên. Mặc dù Bêđa ngụ ý rằng, tòa nhà vào thời La Mã từng là một nhà thờ, các học giả hiện đại đã đặt câu hỏi về điều này và cả liệu nó có phải là một công trình kiến trúc La Mã trước đây hay không, và cuối cùng đưa ra rằng nó có thể đã có từ thế kỷ thứ 6 nhưng được xây dựng theo cách của người La Mã.
Khi đến nơi, Augustinô đã sử dụng Nhà thờ Thánh Martinô làm trụ sở truyền giáo của mình, ngay lập tức mở rộng nó (năm 597), và vua Æthelberht sớm được làm lễ rửa tội tại đây. Với các cơ sở truyền giáo tiếp theo tại Nhà thờ Canterbury và Tu viện Thánh Augustine, nhà thờ Thánh Martinô đã dần mất vị trí của nó nhưng vẫn giữ được ưu tiên giữ lại và hiện là một tài sản có tầm quan trọng lịch sử.
Không lâu trước năm 1844, một kho báu tiền xu vàng có thể từ cuối thế kỷ thứ 6 đã được tìm thấy trong nhà thờ, một trong số đó là huy chương Liudhard mang hình ảnh của một nhân vật mặc áo choàng, đội vương miện nguyệt quế, dòng chữ xung quanh đề cập đến Liudhard.

## Kiến trúc
Những phát hiện của người dân địa phương chứng minh rằng Cơ đốc giáo đã tồn tại ở khu vực này vào thời điểm đó và nhà thờ có nhiều viên gạch La Mã hoặc đá Spolia được tái sử dụng cũng như các phần hoàn chỉnh của một bức tường bằng gạch La Mã. Bên trong nhà thờ là phần còn lại bằng gạch của một ngôi mộ La Mã đã được tích hợp vào cấu trúc. Một số đoạn tường rõ ràng có từ rất sớm, và có thể một ô cửa hình vuông bị bịt trong nhà thờ là lối vào nhà thờ của Bertha trong khi các đoạn tường khác có từ thời kỳ sau sứ mệnh Grêgôriô vào thứ 7 hoặc 8, bao gồm hầu hết gian giữa. Hậu cung ban đầu ở cuối phía đông đỡ bị dỡ bỏ. Tòa tháp được xây dựng muộn hơn nhiều, mang lối kiến trúc Gothic ở Anh thế kỷ 14 - 15. Nhà thờ là một tòa nhà được liệt kê Lớp I từ năm 1952.
Nghĩa trang của nhà thờ có nhiều ngôi mộ của những gia tộc địa phương đáng chú ý và các nhân vật nổi tiếng như họa sĩ Thomas Sidney Cooper hay Mary Tourtel, tác giả của bộ truyện tranh Gấu Rupert.

## Hình ảnh

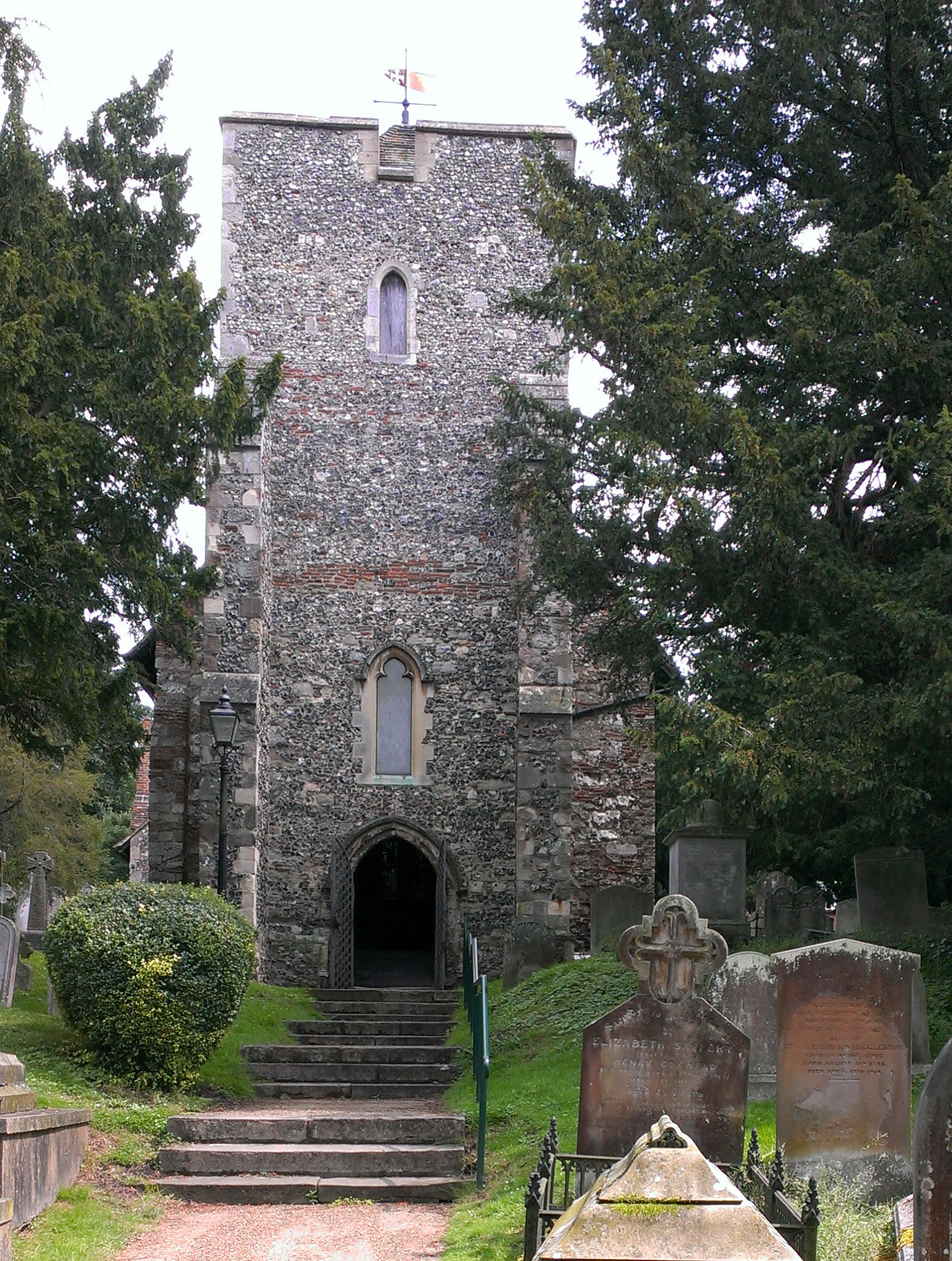
Tháp cao phía tây
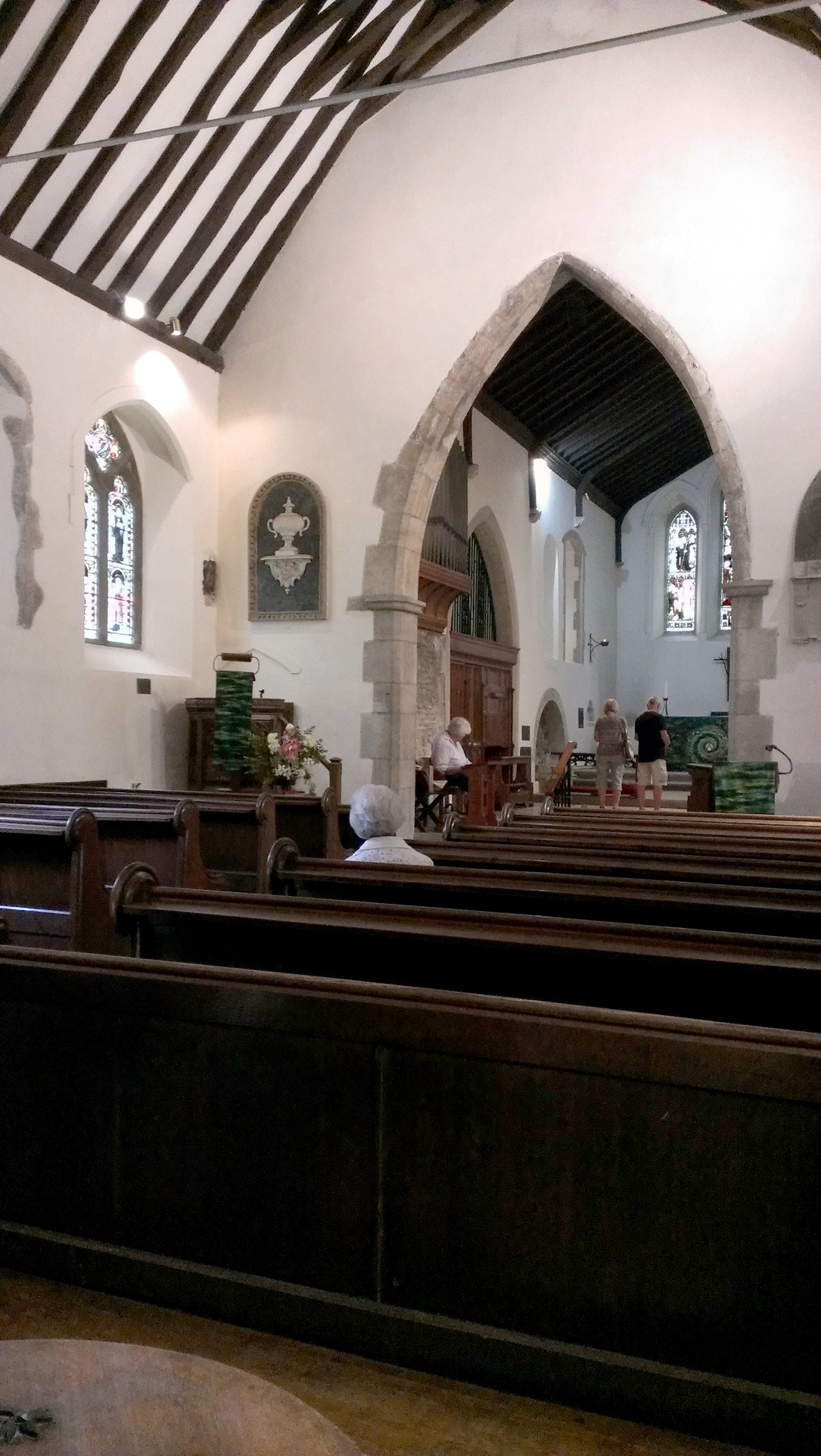
Bên trong nhà thờ
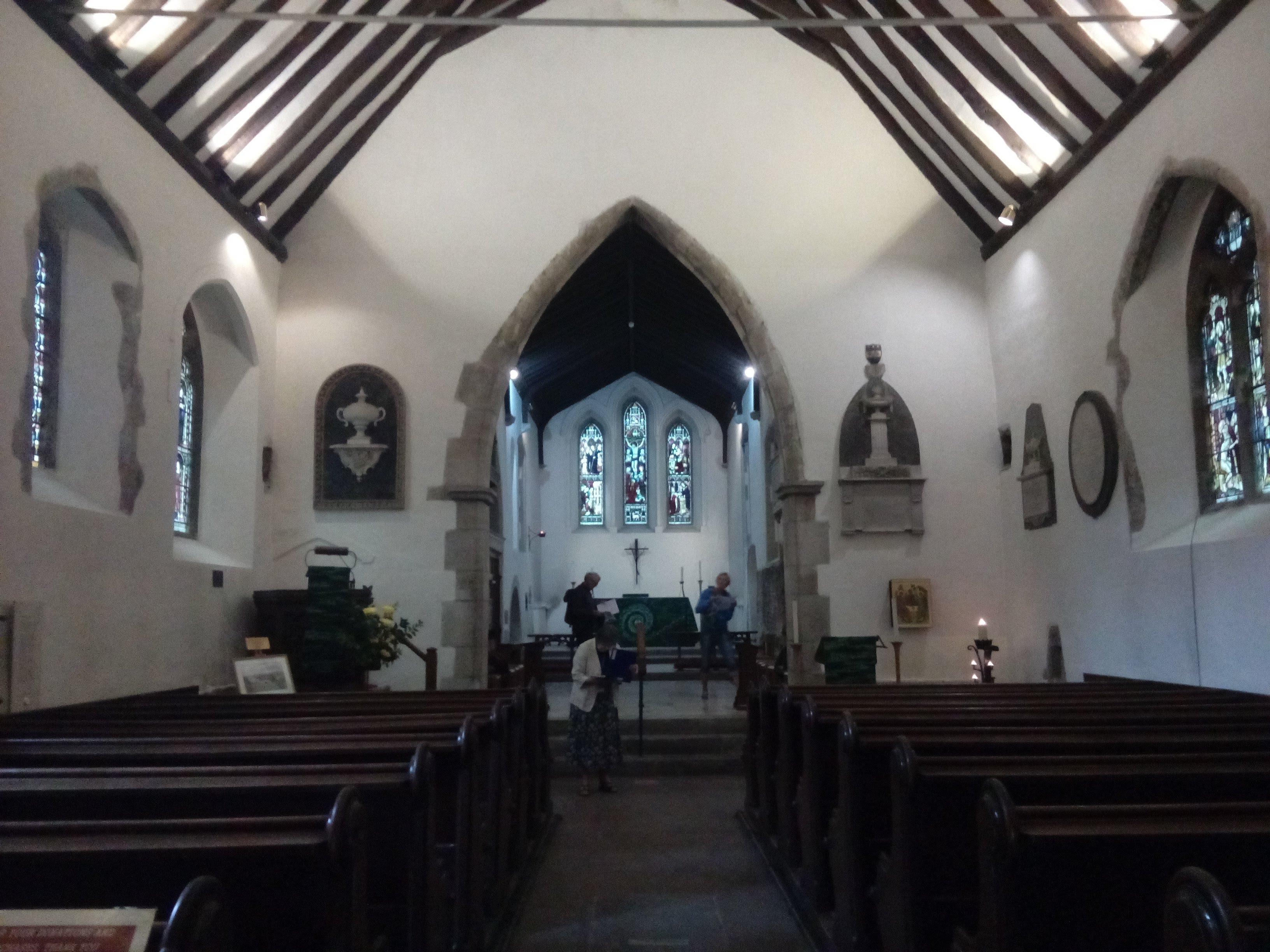
Bên trong nhà thờ
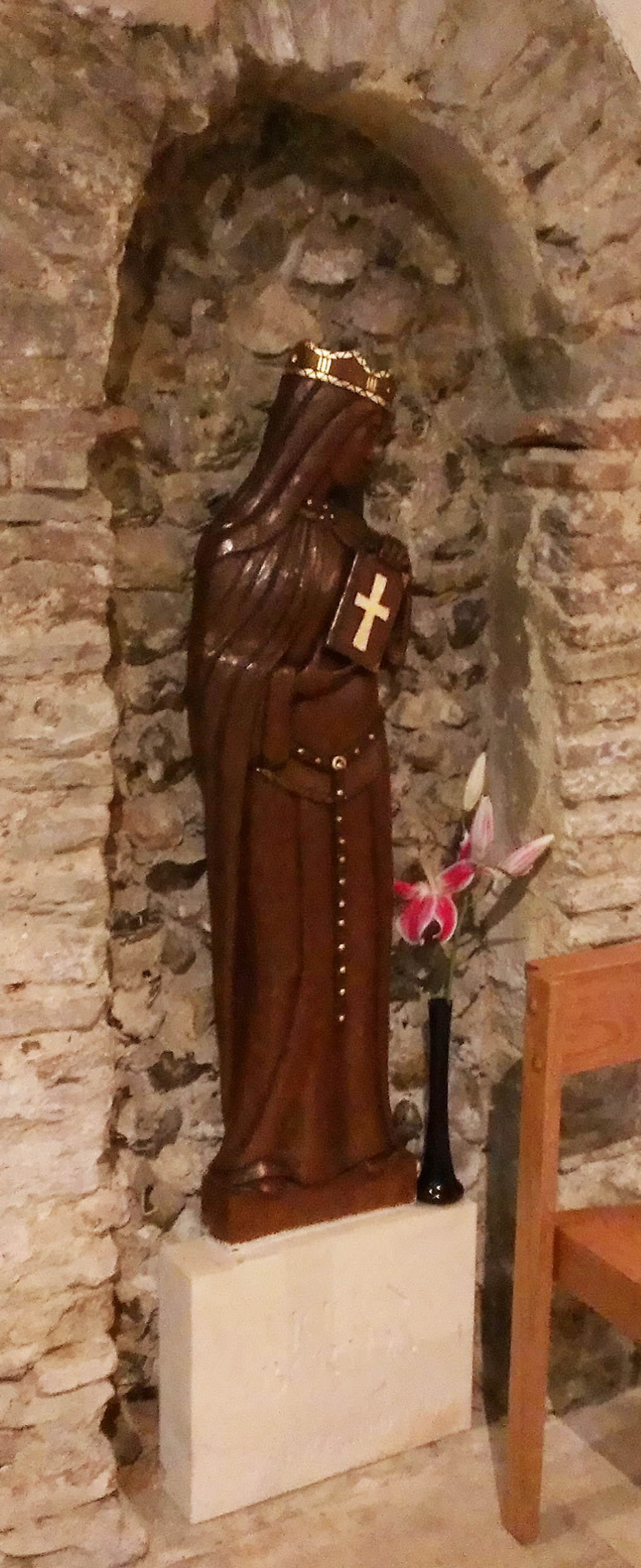
Bức tượng gỗ Thánh Bertha, bức tường phía nam của nhà thờ
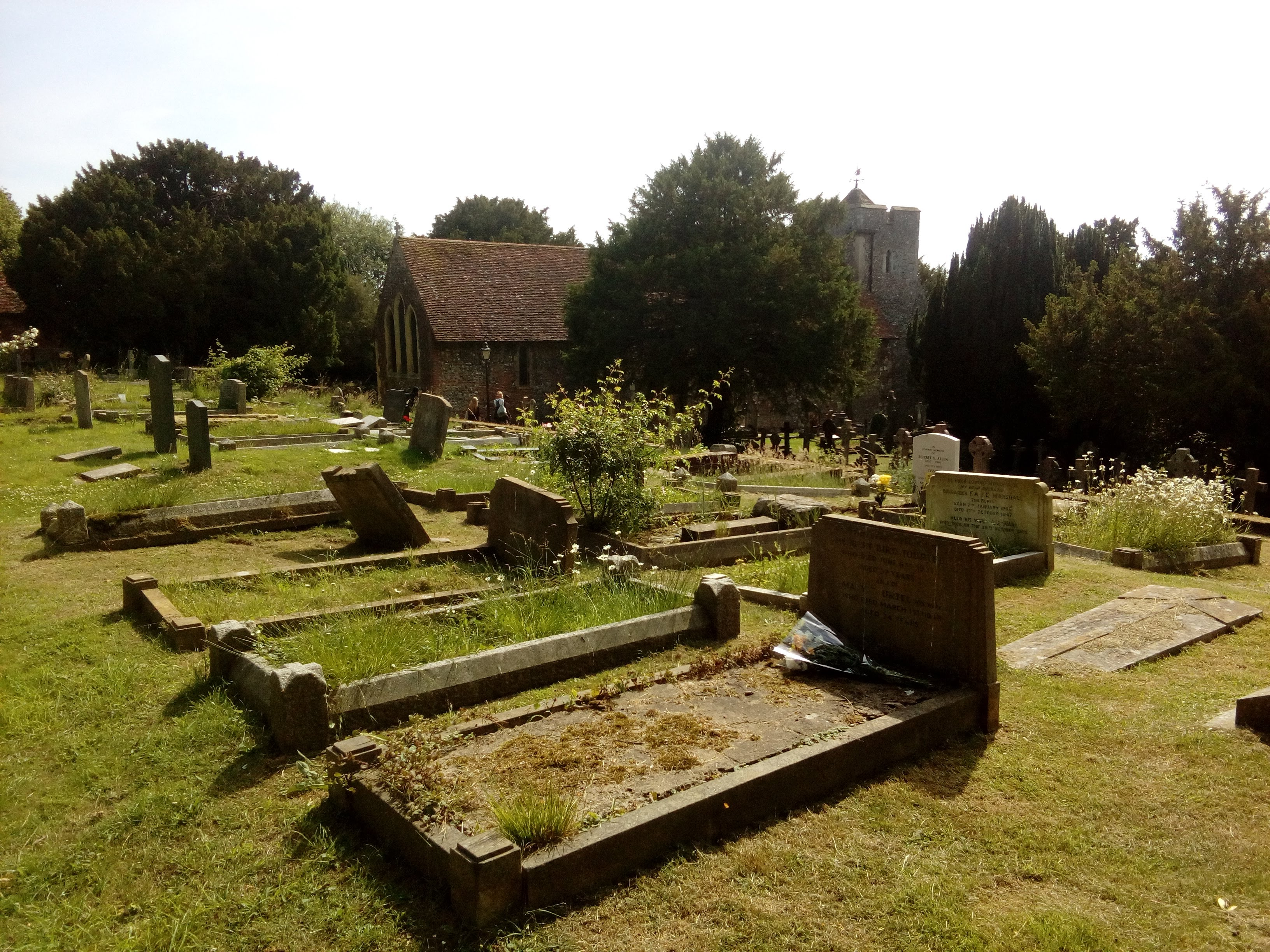
Nghĩa trang nhà thờ
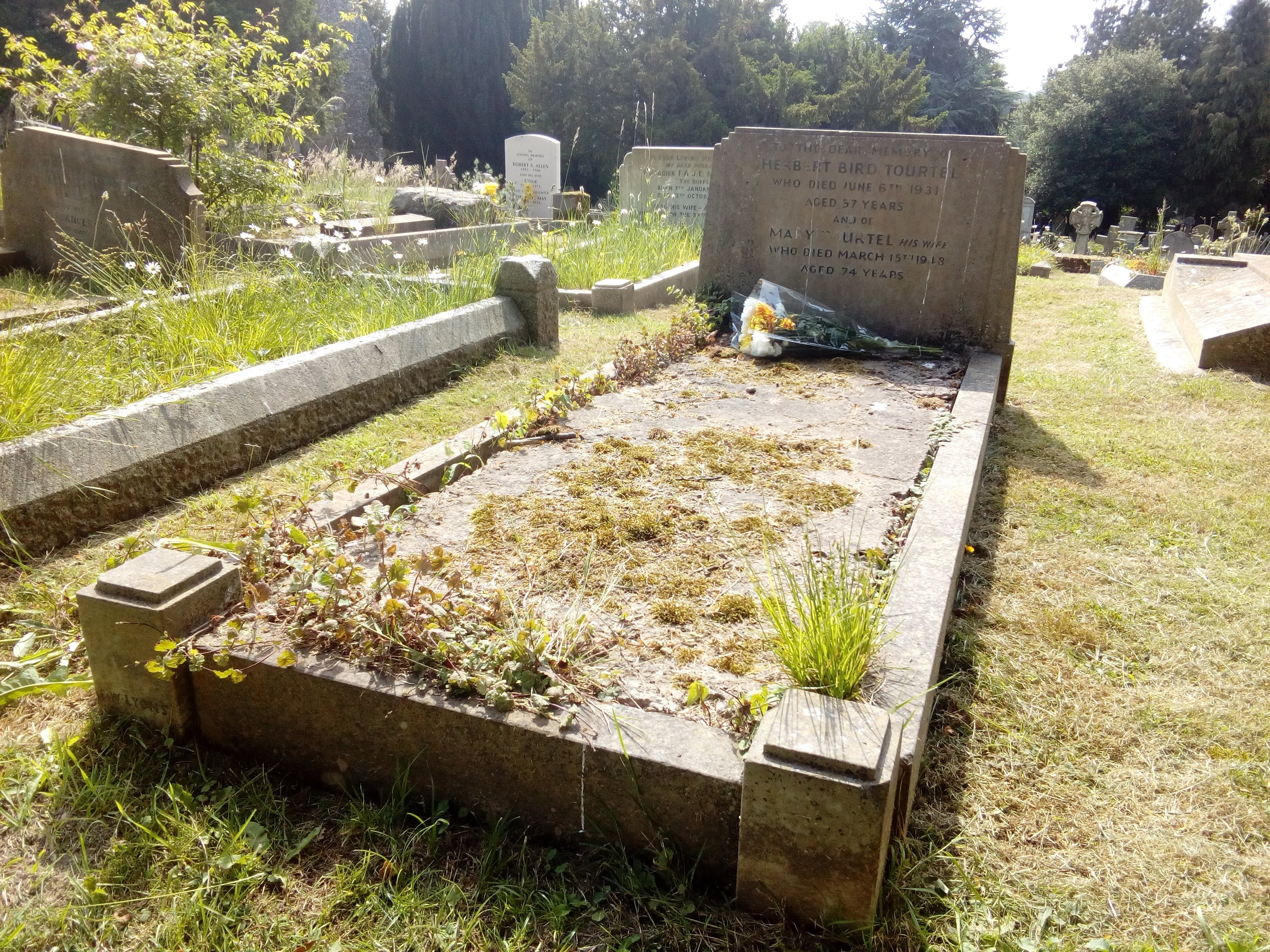
Mộ của Mary và Herbert Tourtel